# Amphinemura hainana
Amphinemura hainana är en bäcksländeart som beskrevs av Li, W. och Ding Yang 2008. Amphinemura hainana ingår i släktet Amphinemura och familjen kryssbäcksländor. Inga underarter finns listade i Catalogue of Life.